# LWP Personenwagen
Für den Betrieb auf der 1914 eröffneten Pressburger Bahn beschaffte die Lokalbahn Wien-Pressburg (LWP) in zwei Bauserien 28 eigens konstruierte vierachsige Personenwagen.

## Geschichte und Einsatz

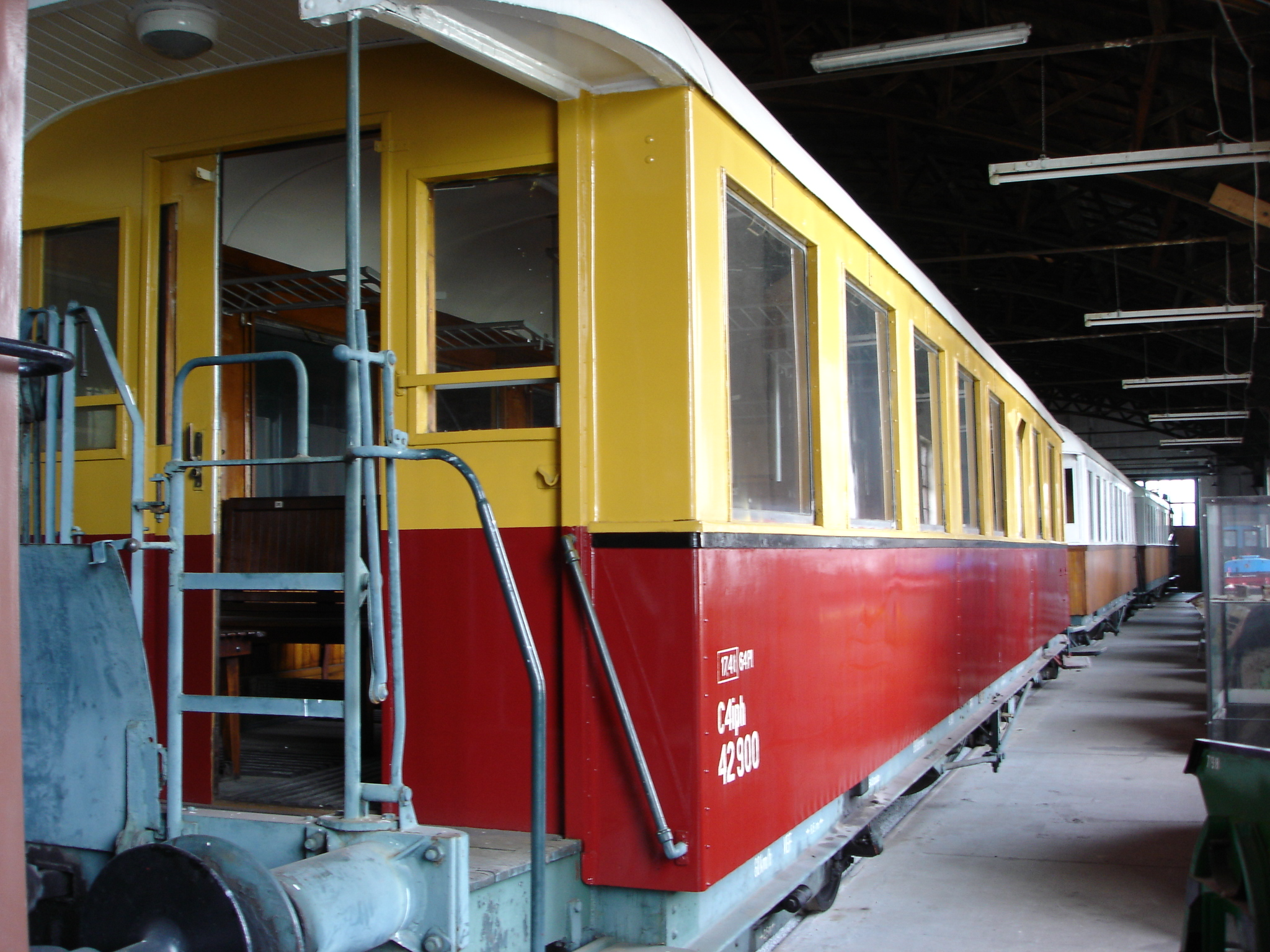
LWP BCah 1208 im Zustand von Stern & Hafferl (Eisenbahnmuseum Schwechat)

Zur Betriebsaufnahme wurden 14 Wagen bei der Firma Ringhoffer in Prag beschafft. Die Fahrzeuge zeichneten sich, bedingt durch das Einsatzgebiet (Straßenbahn und Vollbahn), durch einige Besonderheiten aus: So musste das Lichtraumprofil den engen Radien auf den Stadtstrecken Rechnung tragen, und der Achsstand der Drehgestelle (2.500 mm) war auf das geringe Metergewicht der Donaubrücke in Pressburg abgestimmt. Ebenso waren die Wagen nur mit Straßenbahn-Mittelpufferkupplung (Trichterkupplung) ausgestattet, was beim Einsatz anderer Lokomotiven (die Vollbahn-Lokomotiven der Reihe LWP Ewp besaßen beide Kupplungsarten) die Einstellung eines Übergangswagens Bauart Gol mit Straßenbahn- und Vollbahnkupplung notwendig machte.

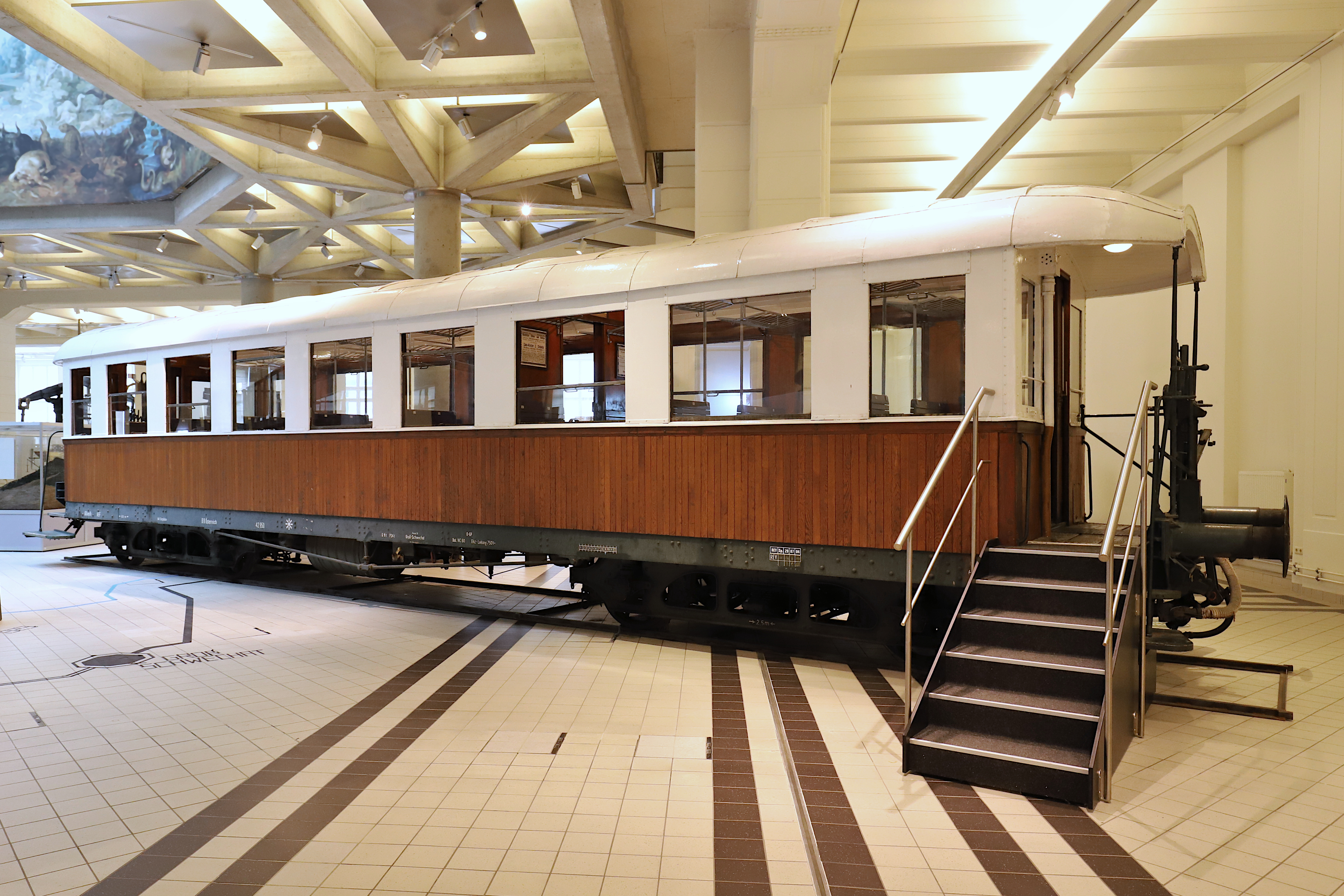
LWP BCah 1201 des VEF

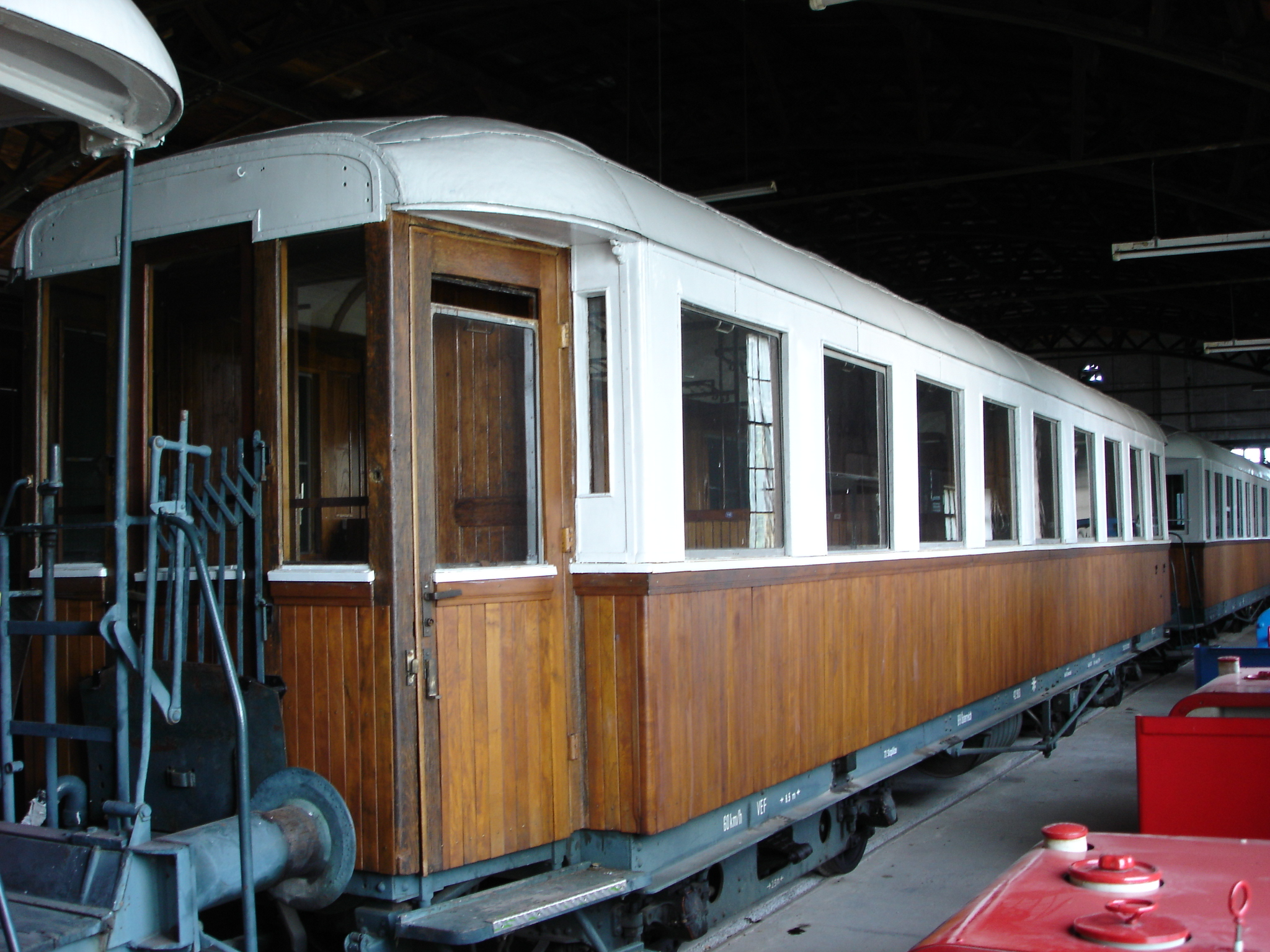
LWP Cah 1501 im Eisenbahnmuseum Schwechat

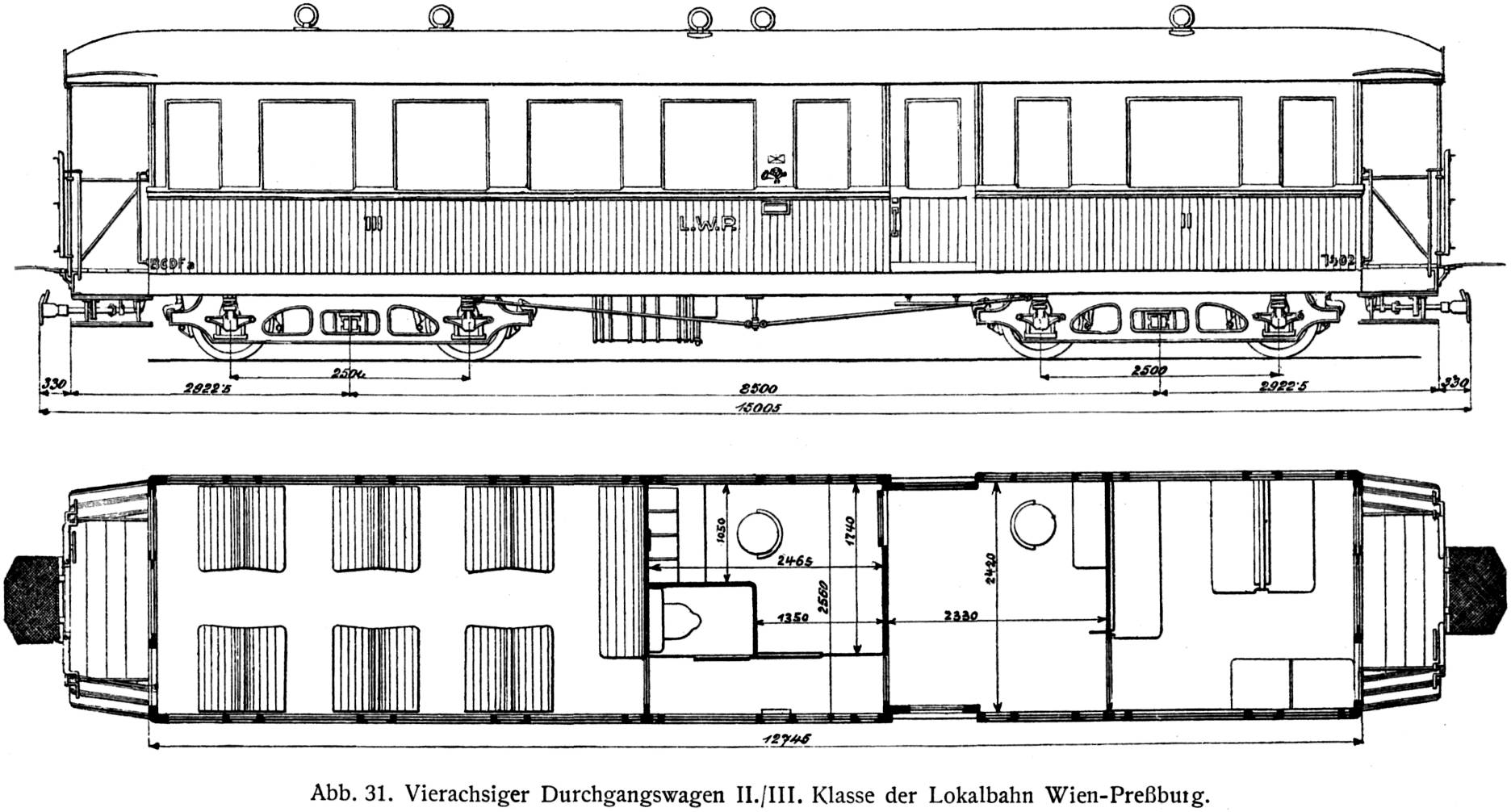
Plan eines BCDFah aus der Enzyklopädie des Eisenbahnwesens

Die Fahrzeuge besaßen einen hölzernen Wagenkasten, der außen im Bereich der Fenster mit weißlackiertem Blech verkleidet war, im unteren Teil mit Teakholz-Sprossen. Die Dächer waren über den Plattformen eingezogen, der Rahmen besaß ein kurzes Sprengwerk. Die Wagen besaßen elektrische Heizung und Beleuchtung (insgesamt 16 Glühlampen). Gebremst wurde mittels automatischer Saugluftbremse Bauart Hardy. Innen herrschten Mahagoni und Messingbeschläge sowie (in der 2. Klasse) moosgrün gemaserte Sitzpolsterung (Wildleder) vor. In der 3. Klasse saßen die Passagiere wie damals üblich auf Lattenbänken. Der Sitzteiler war 2+1 in der 2. Klasse (bei einigen Abteilen mit Längsbänken) und 2+2 in der 3. Klasse. Gleich zeitgenössischen Straßenbahnwagen gab es zwischen Plattform und Innenraum keine Klapp-, sondern Schiebetüren.
Als Besonderheit versuchte sich der Hersteller mit der Reihe BCDFah an einem multifunktional einsetzbaren Reisezugwagen mit Abteilen zweiter und dritter Klasse sowie Dienst- und Postabteil. Die sehr moderne technische Konzeption sowie die markante äußere und innere Gestaltung der Wagen durch Otto Wagner sorgten für weltweites Aufsehen in der zeitgenössischen Presse.
In durchgehenden Zügen nach Pressburg-Krönungshügelplatz konnten die ungarischen Elektroloks POHEV Eg 5–6 lediglich zwei, bei trockenem Wetter maximal drei Wagen über die steile Rampe zur Donaubrücke befördern.
1916 wurde aufgrund des stark angestiegenen Verkehrs bei der Staudinger Waggonfabrik eine zweite Serie von ebenfalls 14 Wagen beschafft, die im Gegensatz zu den vorhergehenden geschlossene Plattformen besaßen sowie im Bereich des Rahmens geringfügig anders gestaltet waren. Die Drehgestelle unterschieden sich leicht in Aussehen und Konstruktion. Während bei der Serie 1914 Schraubenfedern als Primärfederung eingebaut waren, waren dies bei der Serie 1916 herkömmliche Blattfedern. Bei beiden Drehgestelltypen erfolgte die Federung der Wiege über Paare doppelter Blattfedern. Mit dem Typ CDah mit integriertem Dienst-/Gepäckabteil wurde ein Vorläufer der später bei den Spantenwagen häufig angewendeten Bauweise (ÖBB BD) eingeführt. Die Fahrzeuge dieser Serie besaßen ein Leergewicht von ca. 17.500 kg.
Beide Fahrzeugserien bewährten sich sehr gut und waren fast ihre gesamte Einsatzdauer über ausschließlich auf der Strecke im Einsatz, für welche sie beschafft worden waren. Erst durch die Verlängerung nach Wien Hauptzollamt (ab 1951) und später Wien Nord kamen die Wagen bis dorthin. Hierfür mussten aber die Trittbretter an die Bahnsteighöhen der ehemaligen Stadtbahn-Bahnsteige im Bahnhof Hauptzollamt angepasst werden.

### Einzelne Serien
- BCah 1200–1211; Personenwagen mit Abteilen 2. und 3. Klasse (Ringhoffer 1913 und Stauding 1916)
- BCDah 1300–1303; Personenwagen mit Abteilen 2. und 3. Klasse sowie Dienst-/Gepäckabteil (Ringhoffer 1913)
- BCDFah 1400–1402; Personenwagen mit Abteilen 2. und 3. Klasse, Dienst-/Gepäckabteil sowie Postabteil (Ringhoffer 1913)
- Cah 1500–1504; Personenwagen 3. Klasse (Stauding 1916)
- CDah 1700–1703; Personenwagen 3. Klasse mit Dienst-/Gepäckabteil (Stauding 1916)

### Verbleib

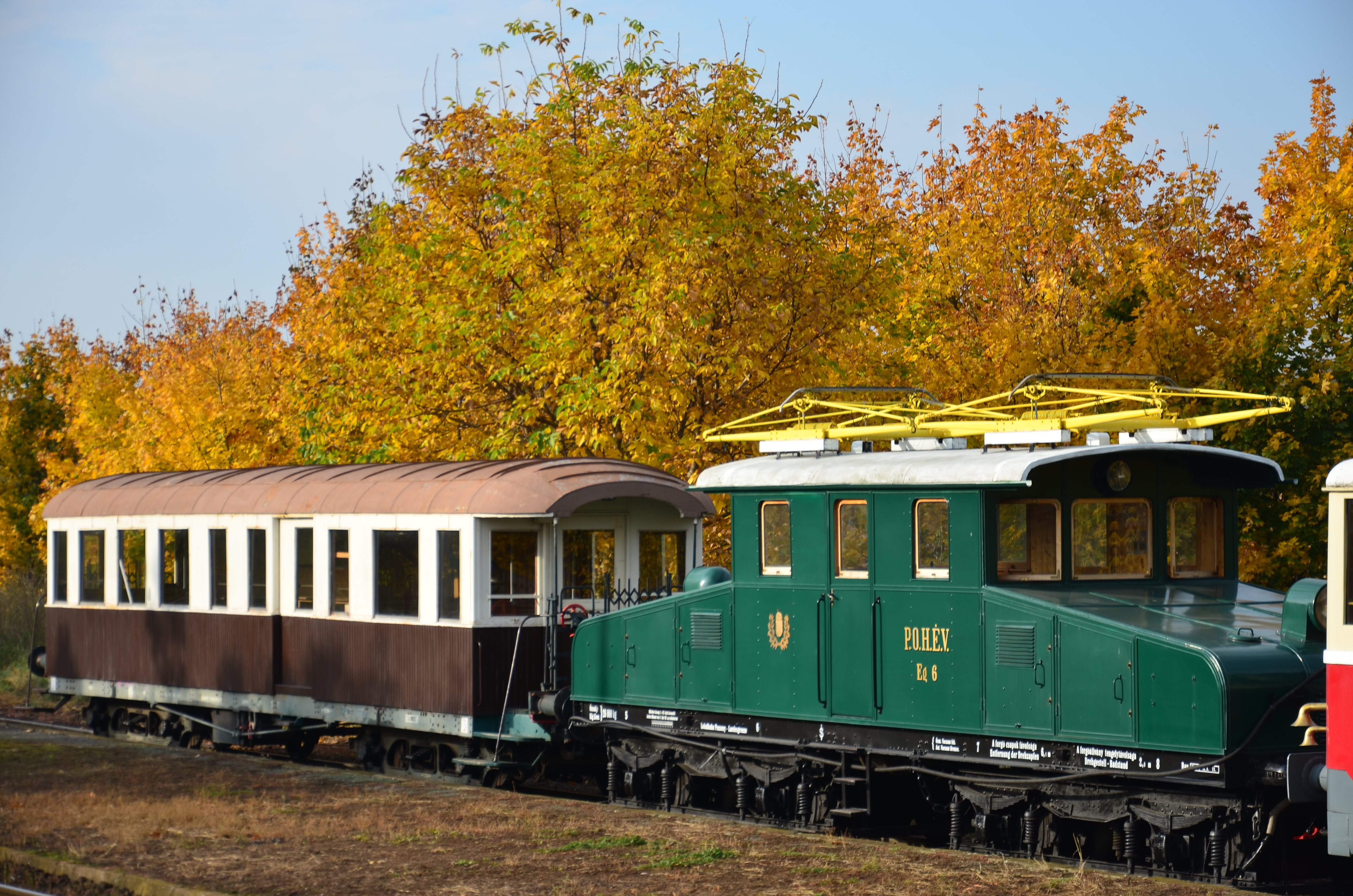
LWP BCDFah 1400 im Verkehrsmuseum Bratislava

Durch Kriegseinwirkungen gingen insgesamt vier Fahrzeuge verloren, und ein Wagen wurde 1953 nach einem schweren Unfall ausgeschieden. Nach dem Krieg wurden im Zuge kleiner Modernisierungen die ursprünglich mit imprägniertem Segeltuch bespannten Dächer verblecht, womit auch die Dachlüfter entfielen. Ebenso wurden die anfangs naturbelassenen Teakholzsprossen an den Seitenwänden braunlackiert.

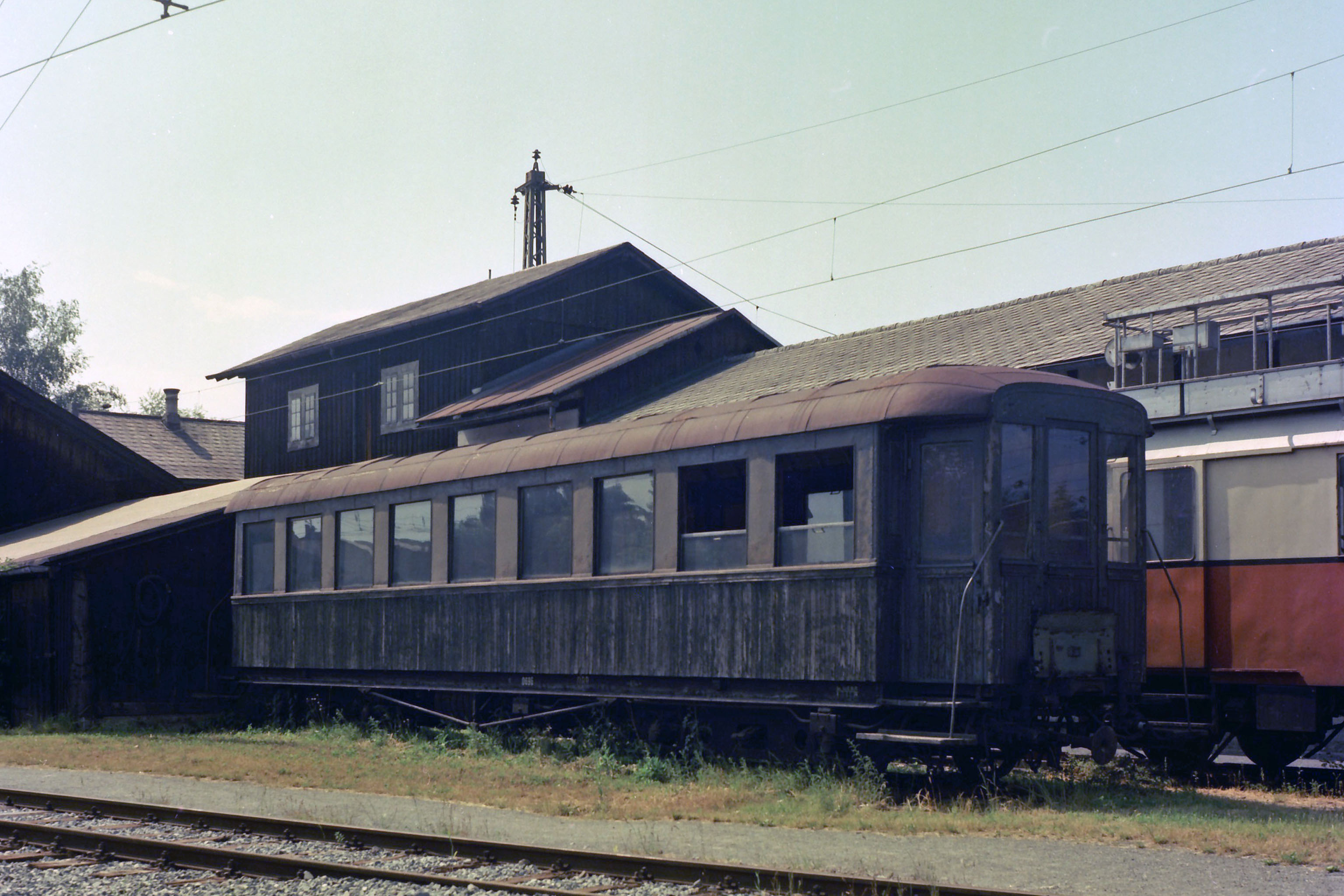
Cah 1500 als Bahnhofswagen in Bregenz (1977)

Durch den Umbau der Lokomotiven der Reihe 1072 auf Druckluftbremse und den Wegfall der Straßenbahnkupplungen an den Maschinen ging das ursprüngliche Verwendungsgebiet in den Jahren um 1960 nach und nach verloren. Ein kurzzeitiger Einsatz auf der Franz-Josefs-Bahn mit den Schnellzugdampflokomotiven der Reihen ÖBB 33 und ÖBB 78 brachte keine zufriedenstellenden Ergebnisse, sodass 1961 die letzten Wagen dieser Bauart abgestellt wurden.
Einige von ihnen wurden zu Bahnhofswagen umgebaut. Insgesamt 9 Wagen kamen zur Privatbahn Stern & Hafferl. Hier wurden sie auf normale Zug- und Stoßvorrichtungen umgebaut und liefen vornehmlich auf der Linzer Lokalbahn. In den Jahren 1980–1988 endete der Einsatz der LWP-Waggons bei St&H; zwei Wagen wurden daraufhin verschrottet und der Rest an die Südburgenländische Regionalbahn, den Verband der Eisenbahnfreunde (Eisenbahnmuseum Schwechat) sowie die Museumstramway Mariazell abgegeben. Nach dem Niedergang der SRB kamen die dort bis zum Schluss im Märchenzug eingesetzten vier Wagen zu Vereinen in Tschechien (BCah 1202–1204) bzw. der Slowakei (BCDFah 1400).